# Ionel Ganea
Ioan Viorel Ganea (Fogaras, 1973. augusztus 10. –) román válogatott labdarúgó, csatár. Jelenleg az Universitatea Cluj vezetőedzője.

## Pályafutása

### Klubcsapatokban
Pályafutását az ICIM Brașovban kezdte. A román első osztályban az FC Brașov színeiben mutatkozott be 1994-ben. Az ezt követő öt évben több román klubcsapatban is megfordult, melyek sorrendben a következők voltak: Universitatea Craiova, Gloria Bistrița, Rapid București. 1999 nyarán a német VfB Stuttgart igazolta le. A Bundesligaban szereplő csapatnál négy szezont húzott, de ezalatt egyszer sem tudott állandó helyet szerezni magának a kezdőben. 2003-ban távozott és a török Bursasporhoz szerződött, ahol mindössze csak hat hónapot tartózkodott. 2003 decemberében Angliába a Wolverhampton együtteséhez igazolt. A 2003–2004-es Premier league szezonban három gólt szerzett. Góljai közül egyet a veretlenül bajnok Arsenalnak lőtt. Nem sokkal később térdsérülést szenvedett, amivel sokáig járt kezelésekre. Egy idő után felbontották a szerződését, ezért 2006-ban hazatért Romániába. Előbb a Dinamo Bucureștibe, ahonnan hat hónap után távozott 2007-ben a Rapid Bucureștihez csatlakozott néhány mérkőzésre. 2007 júniusában a temesvári Politehnica Timișoara szerződtette egy évre.

### A válogatottban
A román válogatottban 1999. március 3-án egy Észtország elleni barátságos mérkőzésen mutatkozott be. A mérkőzést 2–0 arányban megnyerték a románok és mindkét gól Ganea szerezte.
Részt vett a 2000-es Európa-bajnokságon, ahol az Anglia elleni csoportmérkőzésen az utolsó percben büntetőből volt eredményes és ezzel csapatát tovább lőtte a negyeddöntőbe.
2004-ben egy Skócia elleni mérkőzésen súlyos térdsérülést okozott a skót válogatott és a Celtic védőjének, John Kennedynek, akinek az esetet követően három évet kellett kihagynia és soha többé nem épült fel teljesen, így kénytelen volt visszavonulni 2009 novemberében.

### Edzőként
Edzőként a 2010-ben a Dinamo II București, 2011-ben a Sănătatea Cluj, 2012-ben a moldáv CSCA–Rapid Chișinău csapatait irányította. 2013-tól az Universitatea Cluj vezetőedzője.

### Összetűzései
2004 áprilisában a Skócia–Románia felkészülési mérkőzésen egy rossz belépőt követően súlyos térdsérülést okozott a skót John Kennedynek, akinek három évet kellett emiatt kihagynia, de soha többé nem épült fel teljesen, így mindössze 26 évesen kénytelen volt visszavonult.
2006 áprilisában azzal bírálta Glenn Hoddle-t a Wolverhampton menedzserét, hogy a legnehezebben kezelhető sportvezető, akivel pályafutása során együtt dolgozott.
2007 augusztusában 22 meccsre szóló eltiltást kapott a Román labdarúgó-szövetségtől, amiért megtámadta az egyik asszisztenst, miután a Politehnica Timișoara–Rapid București bajnoki mérkőzésen kiállította a játékvezető.

## Sikerei, díjai
Universitatea Craiova
- Román kupadöntős (1): 1997–98

Rapid București
- Román bajnok (1): 1998–99
- Román kupagyőztes (1): 2006–07
- Román szuperkupagyőztes (1): 1999

VfB Stuttgart
- Német második helyezett (1): 2002–03
- UEFA Intertotó-kupa (2): 2000, 2002

Dinamo București
- Román bajnok (1): 2006–07

Egyéni
- A román labdarúgó-bajnokság gólkirálya: 1998–99 (28 gól)

## Külső hivatkozások
- Ionel Ganea – a romaniansoccer.ro honlapján
- Ionel Ganea – a National-football-teams.com honlapján